# Río Torbes
El río Torbes es un importante río de corta longitud con nacimiento en las cordilleras del estado Táchira de Venezuela, la ciudad capital del Estado Táchira, San Cristóbal se asienta sobre su ribera izquierda. Sus aguas tienen un color rojizo como consecuencia de los sedimentos arrastrados hacia él por sus tributarios, los cuales se originan en la Formación La Quinta al este de la Cuenca. El río nace en el Páramo El Zumbador en el municipio Andrés Bello. Está ubicado en la Depresión del Táchira es decir entre la división entre los Andes colombianos y los Andes venezolanos y también la Depresión del Táchira divide las aguas de la cuenca del Lago de Maracaibo y Cuenca del Orinoco. 
Su geografía de la región es sumamente accidentada, caracterizada por grandes peñascos, profundas gargantas y cárcavas esculpidas por la acción del río. La erosión generada por el cauce fluvial moviliza enormes cantidades de material granular, que posteriormente son depositadas en extensos valles, donde se forman terrazas de gran magnitud.
Tras recorrer estas planicies, el río ingresa a imponentes barrancos, aumentando su velocidad hasta confluir con el río Uribante. En este punto, el caudal disminuye, facilitando la formación de amplios abanicos aluviales y marcados meandros. Entre sus afluentes más relevantes destacan varias quebradas, como La Cordera, La Ahuyamala, Mesas de Aura, Jurapa, La García, La Blanquita, La Bermeja, La Parada, La Chucurí y La Machirí, además de los ríos Negro, Aza y Quinimarí.
La confluencia entre el río Torbes y el Uribante da origen al río Apure, ya que ambos constituyen las principales vías de desagüe de los Andes venezolanos. Antes de alcanzar la población de Guasdualito, reciben las aguas del río Sarare, para luego desembocar en el Orinoco y finalmente en el océano Atlántico.

## Curso

### Alto
El río nace en el Páramo El Zumbador y fluye a través de montañas durante sus primeros 5 km, donde recibe el aporte hídrico de la Quebrada de Mesa de Aura. Más adelante, tras recorrer 10 km adicionales, se nutre de las aguas de la Quebrada La Ahuyamala y posteriormente del caudal de la Quebrada La Cordera, la cual tiene su origen en la Depresión del Táchira, dentro de las montañas de Cordero.
Uno de sus principales afluentes es la Quebrada La Colorada, cuya cuenca presenta una falla geológica que da lugar a imponentes cárcavas. Estas estructuras intensifican la fuerza del caudal, generando una erosión significativa. A lo largo de su trayecto, pueden observarse grandes barrancos y peñascos abruptos, así como enormes piedras en el lecho de la quebrada, arrastradas desde su cuenca de origen.
Finalmente, la Quebrada La Cordera se incorpora al río Torbes a través de un cono de deyección, en un punto clave donde el río recibe gran parte de su caudal en su curso alto.

### Medio
El río Torbes fluye por la parte baja de la población de Cordero, atravesando el Cañón de Los Negros, una zona caracterizada por pendientes abruptas y fallas geológicas que marcan su curso. En su tramo medio, el río recibe el aporte de varias quebradas, entre ellas La Blanquita, La García y La Jurapa. Destaca especialmente la Quebrada La Chivata, cuyo caudal, alimentado por tres quebradas de gran potencial erosivo, desemboca en el Torbes en la parte alta de Las Vegas de Táriba, donde históricamente ha causado significativos daños en la zona. 
A medida que el río avanza, atraviesa terrenos inestables hasta llegar a Táriba, donde su cauce se expande y recibe el flujo de tres quebradas de tonalidad amarilla, originadas en el Municipio Guásimos y que desembocan en el río en las cercanías de la localidad. En la frontera entre el Municipio San Cristóbal y el Municipio Cárdenas, el Torbes recibe uno de sus mayores afluentes: la Quebrada La Machirí, nacida en el Parque Nacional Chorro El Indio, una región caracterizada por su accidentada geografía y fuertes pendientes. Esta quebrada, de gran profundidad, arrastra enormes cantidades de piedras y material granular, afectada además por la intervención humana, que ha alterado su cubierta vegetal, provocando deslizamientos de tierra y un grave impacto ambiental. Su desembocadura en el Torbes se realiza a través de un gran abanico aluvial de considerables dimensiones.
En sus últimos kilómetros, el río atraviesa zonas industriales y urbanas de importancia, como Barrancas, Riberas del Torbes, Puente Real, Madre Juana y Barrio El Río. En estos sectores, el Torbes ha sido responsable de algunos de los mayores daños materiales registrados en la ciudad de San Cristóbal, recibiendo en el proceso el aporte de varias quebradas, como La Carrora, La Blanca, La Carbonera, Los Kioscos, La Bermeja, La Parada y La Chucurí.

### Bajo
En su curso bajo, el río Torbes abandona la ciudad de San Cristóbal y dirige sus aguas hacia los llanos, donde se une con el río Uribante y adopta el nombre de río Apure. Antes de alcanzar esta transición, recibe su mayor afluente, el río Quinimarí, que nace en el Municipio Córdoba y fluye bordeando la población de Santa Ana del Táchira hasta desembocar en el Torbes, en el sector de El Corozo.  
Antes de su confluencia con el río Torbes, el río Quinimarí es alimentado por el río Carapo, que nace en la ciudad de Rubio. Previo a integrarse en el Quinimarí, el Carapo recoge las aguas de la Quebrada La Zorquera, un curso de largo recorrido originado en Capacho Viejo. Sus aguas, de tonalidad amarilla, han provocado deslizamientos de tierra de gran magnitud, alterando el relieve y la dinámica fluvial.
El río continúa su trayecto atravesando San Josecito, capital del Municipio Torbes, y en las afueras de esta localidad, en el sector Vegas de Azá, recibe el caudal del río Azá. Este último nace en el Parque Nacional Chorro El Indio, formado por la confluencia de las quebradas Azá y El Indio. Su desembocadura en el río Torbes se produce a través de múltiples bocas, generando una disminución en la velocidad del flujo y dando lugar a la formación de un meandro.
A lo largo de los siguientes 20 kilómetros, el río recibe su último gran afluente, el río Negro, cuyo origen se encuentra en el Parque Nacional El Tamá. Su desembocadura en el Torbes se da a través de dos bocas, contribuyendo a la ralentización del caudal y la generación de extensos meandros.
Finalmente, el río Torbes converge con el río Uribante en una zona de profundas gargantas y abruptos peñascos. En su lecho se forman extensos bancos de arena, y a partir de esta confluencia, ambos ríos dan origen al río Apure.

## Inundaciones
Aunque el caudal del río Torbes no suele experimentar variaciones significativas, ha protagonizado importantes eventos de inundación a lo largo de su historia. Su mayor crecida se registró el 5 de julio de 1943, cuando el río desbordó su cauce, arrasando 25 comunidades y 7 parroquias. Los sectores más afectados por esta creciente fueron Barrancas, Riberas del Torbes, Las Vegas de Táriba, Puente Real, El Corozo, Barrio La Guaira y Barrio El Río, causando graves daños, incluyendo la destrucción parcial del Puente Libertador y de la Avenida Marginal del Torbes.
Un evento significativo ocurrió en 2011, cuando un fuerte aguacero golpeó la cuenca del río Torbes, afectando particularmente las quebradas La Chivata, Cordera, Ahuyamala y Gracia. La última de ellas se desbordó con tal fuerza que arrastró un puente río abajo. Conforme el caudal del Torbes aumentaba y se ensanchaba, destruyó 9 viviendas. Días después, una segunda crecida debilitó el puente de la Avenida Antonio José de Sucre, provocando el colapso de un pilar y dejando la mitad norte del estado incomunicada.
Entre junio y julio de 2018, otra fuerte crecida del río Torbes y río Negro causó el colapso de la troncal 5, específicamente en el sector El Zigzag, destruyendo viviendas y arrasando una parte significativa de la vía que une San Cristóbal con Santa Ana del Táchira. Posteriormente, el 28 de octubre, intensas precipitaciones en la cuenca de las quebradas La Chivata, Cordera y García provocaron una nueva crecida del río, que terminó arrastrando un tramo de la vía alterna que conecta Táriba con Barrancas.

## El Torbes como parte de la cultura tachirense
Este curso fluvial ha inspirado poemas como el de Juan Beroes: «Torbes» y el conocido bambuco tachirense Brisas del Torbes de Luis Felipe Ramón y Rivera. A lo largo de su curso por la ciudad de San Cristóbal, se encuentra ubicado el Parque Río Torbes.